# Бонд, Тами
Тами Бонд (Tami Bond) — американский учёный и инженер, специалист по окружающей среде, в области энергопотребления и химии атмосферы. Доктор философии (2000), с 2019 года профессор Colorado State University и его Scott Presidential Chair, перед чем более 15 лет сотрудничала в Иллинойсском университете в Урбане-Шампейне, заслуженный профессор последнего с 2015 года.
Фелло Американского геофизического союза (2015).
Макартуровский стипендиат (2014).
Высокоцитируемый учёный согласно ISI/Clarivate (2015-18).
Окончила Вашингтонский университет (бакалавр механической инженерии, 1993). Степень магистра механической инженерии получила в Калифорнийском университете в Беркли.
Степень доктора философии в междисциплинарной области — атмосферных наук, гражданского строительства и механической инженерии — получила в Вашингтонском университете в 2000 году.
Являлась постдоком по климату и глобальным изменениям Национального управления океанических и атмосферных исследований (NOAA).
Состояла приглашённым учёным NCAR.
С 2003 года в штате Иллинойсского университета.
С 2019 года профессор Colorado State University.
Отмечена National Science Foundation CAREER award (2004—2008), а также Outstanding Publication Award от American Association for Aerosol Research (2017) и Diamond Award колледжа инженерии Вашингтонского университета (2018). В 2012—2015 гг. Университетский учёный (University Scholar) Иллинойсского университета, где работала с 2003 года (с 2007 года также как аффилированный профессор атмосферных наук).
Публиковалась в Nature Sustainability и др.